# Ne réveillez pas Madame
Ne réveillez pas Madame est une pièce de théâtre en trois actes de Jean Anouilh, écrite en 1970 et créée à la Comédie des Champs-Élysées (Paris) le 24 octobre 1970 dans une mise en scène de l'auteur et de Roland Piétri. Elle a fait l'objet de 600 représentations lors de sa création.
Elle fait partie des Pièces baroques avec Cher Antoine ou l'Amour raté (1967) et Le Directeur de l'Opéra (1972).

## Distribution originale
- François Périer : Julien, directeur de troupe
- Claude Nicot : Bachman, comédien, son ami
- Jean Parédès : Tonton, le souffleur
- Robert Deslandes : Fessard, le régisseur
- Pierre Alain : Ambroisi, comédien
- Claude Nicot : L'Acteur, rôle joué par Bachman
- Claude d'Yd : le père de Julien
- Annick Anselnie : le petit Julien
- Lucien Fregis et Roger Lauran : les machinistes
- Claude d'Yd : un acteur jouant le Spectre du roi dans Hamlet
- Danièle Lebrun : Aglaé, seconde femme de Julien
- Brigitte Auber : Rosa, sa première femme
- Luce Garcia-Ville : la mère de Julien
- Barbara Sommers : Maureen, gouvernante irlandaise
- Odile Mallet : la reine d'Hamlet
- Monita Derrieux : la première fille
- Juliette d'Herblay : la deuxième fille
- Madeleine Suffel : l'habilleuse
- Idriss : le garçon
- Marfa Danset et Annick Lavanant : les enfants